# さば
『さば』は、2008年に放映されたフジテレビの単発ドラマ。

## あらすじ
町の食堂で、サバの塩焼きにしょうゆと間違えてソースをかけてしまった一人の老女。それを見ていた一人の青年が自分のものと取り替えて上げる。
この青年、ホームレスを集めて劇団を主宰し、彼らの面倒もよく見ていた。押しに弱いただの偽善者か、親切な若者か。
そんなある日、あの老女がサバのお礼に、と家を訪ねてくる。そして1週間限定でという条件付で何と彼女が若い美女に変身した……。

## キャスト
- 青年：荒川良々
- 老女：きたろう
- 美女：井上和香
- 老女の友人：荒川良々（二役）
- 水野顕子（現・水野小論）
- 飯田孝男
- 長野克弘
- たんじたいご
- 柴田直仲
- 倉持一裕
- 石井信之
- 岸建太朗
- 米村亮太朗
- 石川ユリコ
- 鈴真紀史
- 猪岐英人（現・猪俣三四郎）
- デモ田中
- 清水理絵
- 伊原浩史
- あいかんぱにい〜

## スタッフ
- 監督・脚本：藤田容介
- プロデューサー：新井直子、小越浩造
- 編成：坪田譲治
- 撮影：池内義浩
- 録音：岩丸恒
- 編集：堀善介
- ヘアメイク：小出みさ
- 音楽：朝日太一
- 制作：フジテレビ、東北新社

## DVD
セル＆レンタル 2008.8.29発売（発売・販売元 ポニーキャニオン）